# 마마라어
마마라어(Mamara) 또는 미냥카어(Miniyanka), 미앙카어(Mianka)는 남동부 말리에서 약 75만 명이 사용하는 북부 세누포어군의 언어이다. 수피레어(Supyire)와 가깝다. 말리에서 프랑스어의 공용어 지위가 박탈된 이후 공용어로 지정된 민족언어 중의 하나이다.

## 같이 보기
- 세누포어군